# نيل بيريز
نيل بيريز هو عارض وضابط شرطة فلبيني، ولد في 26 يوليو 1985 في مانيلا في الفلبين.